# Festival international d'animation de Córdoba – ANIMA
Le Festival international d'animation de Córdoba - ANIMA (espagnol : Festival Internacional de Animación de Córdoba) est un festival compétitif du film d'animation et des médias qui se tient tous les deux ans dans la ville de Córdoba, en Argentine.

## Histoire
La première édition d'ANIMA a eu lieu en avril 2001 et a été reproduite les années impaires depuis, ce qui en fait le premier et le plus ancien festival d'animation d'Argentine. Le festival est organisé conjointement par le Centro Experimental de Animación (CEAn), un centre de recherche et de production en animation de la Faculté des Arts, Universidad Nacional de Córdoba ; et la chaire d'animation de l'Universidad Nacional de Villa María. 

## Liste des lauréats du prix ANIMA
Prix de la meilleure animation (Premio a la Mejor Animación)
- 2001 :
- 2003 :

Grand Prix du Jury
- 2005 : Morir de amor (d) de Gil Alkabetz (Allemagne)
- 2007 : Der Kloane (d)  d'Andréas Hykade (Allemagne)
- 2009 : El Empleo (L'Emploi) de Santiago « Bou » Grasso (Argentine)
- 2011 : Paths of Hate (en)  de Damien Nenow (Pologne)
- 2013 : I am Tom Moody  d'Ainslie Henderson (Royaume-Uni)
- 2015 : Beach Flags  de Sarah Saidan (France)
- 2017 : Celui qui a deux âmes  de Fabrice Luang-Vija (France)
- 2019 : 5 ans après la guerre  de Samuel Albaric, Martin Wiklund et Ulysse Lefort (France)
- 2021 : Bestia  de Hugo Covarrubias (Chili)